# Nokia Intellisync
O Nokia Intellisync é um sistema de envio e recebimento de e-mails através de uma forma rápida e prática de qualquer provedor de Internet para qualquer aparelho, utilizando da conexão sem fio Wireless. Além disso, é possível responder, reenviar, apagar mensagens e fazer muitas outras coisas instantaneamente utilizando apenas o celular ou smartphone (E61i, N95, E50).
Com o Intellisync não é necessária uma configuração para se ler as mensagens recebidas. Todos os e-mails novos são recebidos automaticamente no dispositivo, além de um alerta avisar a chegada das mensagens.
Um dos diferenciais do sistema Nokia Intellisync é que ele pode ser utilizado em diversos modelos, tais como, Motorola, Palm, LG entre outros.

## Funções
- Receber, enviar, responder, reenviar e apagar mensagens de e-mail facilmente;
- Função Chamar Remetente – Utilizada para efetuar uma ligação à pessoa que lhe enviou um e-mail, localizando o número de telefone no corpo da mensagem, enviando um SMS ou ainda clicando em um link para navegar na web;
- Acesso a Caixa de Entrada de 6 formas diferentes;
- Classificação e busca de mensagens importantes através de assunto, data, remetente, prioridade etc;
- Mecanismos de segurança com mensagens criptografadas, para garantir um tráfego de informações pelas redes disponíveis totalmente seguro;
- Download ou envio de anexos no formato original;
- Suporte a várias contas de e-mail;
- Suporte a solicitações de reuniões;

## Outros destaques
- Forma fácil e automática de organização de roteiros para viagens, economizando tempo na busca de e-tickets, reservas ou mensagens de e-mail;
- Geração de links para mapas;
- Pontos de acesso;
- Informes meteorológicos;

## Modelos que suportam o sistema
- Nokia
- AudioVox
- HP iPAQ2
- HTC
- LG
- Motorola
- Palm Treo
- Qtek
- Samsung
- Siemens
- Sony Ericsson